# Федак Степан

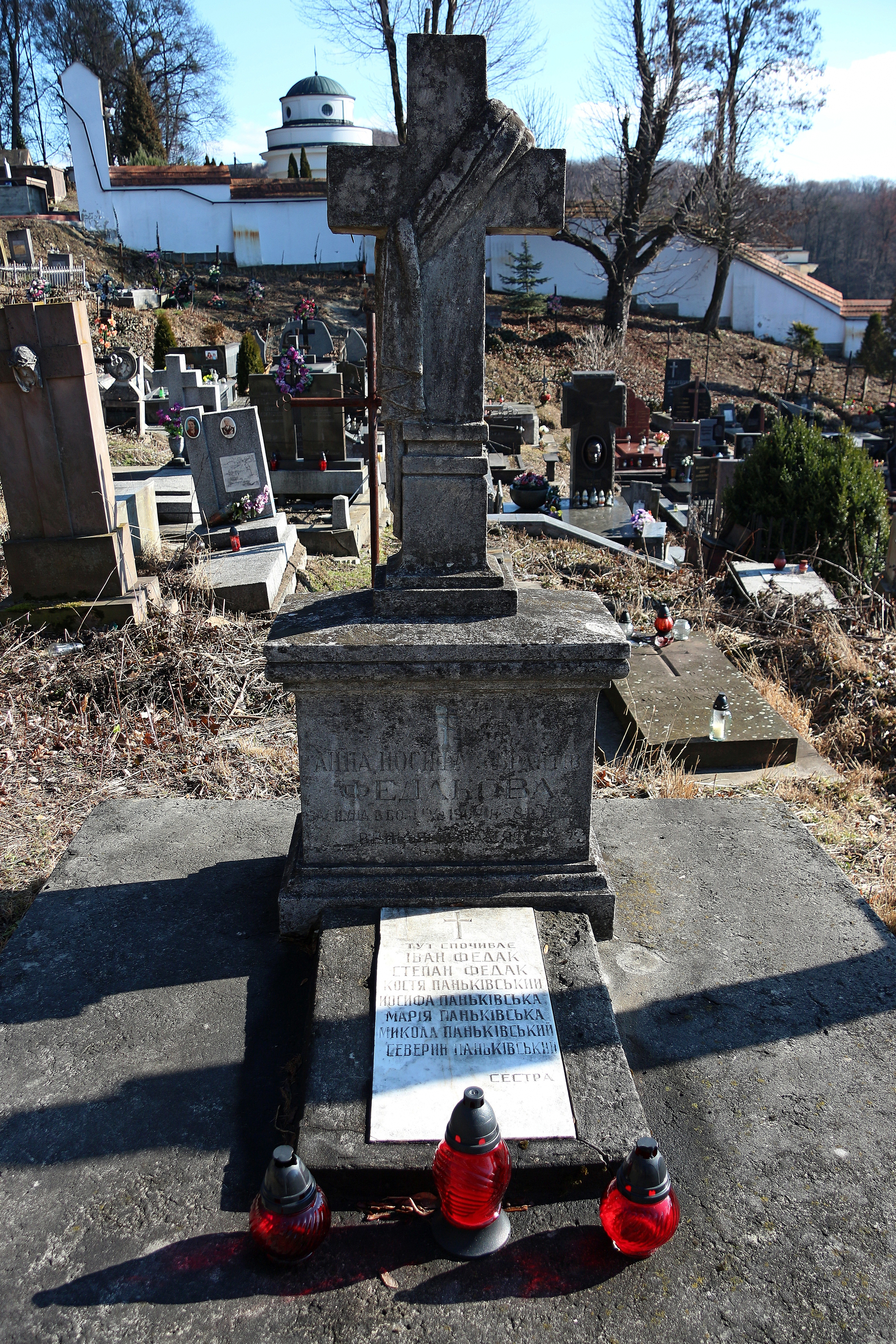

Степа́н Федáк (9 січня 1861, Перемишль — 6 січня 1937, Львів) — галицький український громадський діяч, фінансист, філантроп, за фахом адвокат. У 1918 році державний секретар харчових справ уряду ЗУНР. Активний діяч ряду громадських організацій в Західній Україні. Організатор Комітету допомоги політичним в'язням, який очолював до кінця життя. Зять о. Лукіяна Січинського, батько Степана Федака-Смока, Олени Федак-Шепарович, Ольги Федак-Коновалець (дружини Євгена Коновальця), Софії Федак-Мельникової (дружини Андрія Мельника). Син Степана Федак - Степан,  член Української Військової Організації, 25 вересня 1921 року вчинив замах на вбивство лідера Польщі Юзефа Пілсудського та львівського воєводу Казимира Грабовського. 

## Життєпис
На 10-у році життя втратив батька, мати — Анна-Йосифа Брайт — із чотирма дітьми змушена переїхати до Львова. З 1874-го у Львові, вихованець бурси Ставропігійського Інституту. 1878 року з відзнакою закінчив Академічну гімназію, був диригентом студентського хору. Разом із Степаном Смаль-Стоцьким готували до друку твори молодих українських письменників.
Записався на правничий факультет Львівського Університету, дістав стипендію, підробляв писарем у суді, щоб допомогти родині фінансово. Студентський діяч, член Академічного гуртка, диригент студентського хору. 1891 року співзасновник товариства «Боян»; після поїздки до Праги учасники подарували йому срібну диригентську паличку з підписом, зберігається в одному з музеїв Львова. Співав у польському хорі «Лютня». 1881 року разом із Костем Левицьким, Андрієм Чайковським та Євгеном Олесницьким організував професійне об'єднання «Кружок правників», під протекцією професора Омеляна Огоновського при студентському об'єднанні «Дружній лихвар».
1889 року разом з Костем Левицьким, Євгеном Олесницьким, Миколою Шухевичем, Омеляном Огоновським, Антіном Горбачевським Федак започаткував видання першого у Східній Галичині українського правничо-фахового журналу «Часопись правнича». 1890 року розпочав адвокатську практику і дуже швидко завоював авторитет серед правників. Саме в нього проходив адвокатську практику майбутній президент ЗУНР Євген Петрушевич.
У 1893 році одружився з донькою греко-католицького священника о. Лукіяна Січинського Марією (1874—1952). Дружина Федака, Марія, була «скарбничкою» Товариства «Руська Захоронка». Подружжя Федаків підтримувало українську культуру й освіту: 1909 року адвокат підписав заклик керівників львівських товариств про збір коштів на пам'ятник Т. Шевченкові у Києві до 100-ліття з дня його народження, склав частку на стипендію імені А. Вахнянина, очолює комітет засновників гімназії у Яворові.
С. Федак, Є. Олесницький, К. Левицький серед інших, та М. Грушевський стали співзасновниками Української національно-демократичної партії 1899 року.
Організатор економічних установ: член Управи «Народної Торгівлі», член-засновник Товариства взаємних забезпечень «Дністер» (з 1909 року його головний директор), Центробанку, Ревізійного Союзу Українських Кооператив, Земельного Банку Гіпотечного, «Карпатії», Української Щадниці в Перемишлі, віцепрезидент (з 1913) Крайового Банку (згодом Банку Господарства Крайового), з 1906 року член Апеляційної комісії для заробіткового податку.
Доктор Федак співпрацював з митрополитом Андреєм Шептицьким. У 1890-х роках був синдиком (управителем) Галицької митрополії, потім радником з правових питань, митрополит завжди відвідував його на іменини. 1913 року Шептицький і Федак провели конференцію з представниками академічних товариств (Володимир Білозор від «Медичної Громади», Євген Коновалець від УСС і Федь Федорців від «Академічної помочі») — про санаторне товариство для хворих на сухоти.
1911 року доктор Федак і В. Шухевич програли вибори до міської ради Львова, де не було жодного українця — шантажем і шахрайством, не допустивши близько 4000 українців до участі в голосуванні, поляки їх провалили. Тодішня газета «Дїло»: «… маневр був зовсім схиблений, бо ж названі руські кандидати занадто звісні в цілім Львові зі своєї публічної діяльности, щоб яким-небудь маневром можна було закрити їх національність…»
1915 року вивезений російськими окупантами як заручник до Києва (звідки повернувся 1916), де організував опіку й допомогу для українців з Галичини. 1916 року Федака обміняли на полоненого російського консула, повертається через Петербург, Швецію та Німеччину до Відня.
У листопаді 1918 року — державний секретар харчових справ уряду ЗУНР. Коли на засіданні УНРади запропонували арештувати усіх відомих польських діячів Львова, Федак демонстративно вийшов із зали, пропозицію зняли. Згодом поляки інтернували його разом із іншими українцями. У грудні 1918 року Федак організував Горожанський Комітет для опіки й допомоги українським полоненим, інтернованим і політичним в'язням. По ліквідації (вересень 1921) Комітету його секції оформилися у статутові товариства (Українське Товариство Допомоги Інвалідам, Союз Українських Адвокатів, перший голова — С. Федак) і нелегальний, але толерований владою Комітет допомоги політичним в'язням, який Федак очолював до кінця життя. У 1923 році на будову Українського Народного дому в Богданівці у Львові виділив 2 мільйони польських марок.
Іван Франко разом із Федаком входили до спеціальної комісії НТШ — для перегляду старого статуту 1896 року і комісію для спорудження Академічного дому у Львові 1904 року. Федак — активний член майже всіх українських товариств, сеньйор Ставропігійського Інституту і почесний член «Просвіти» (з 1925), один з найбільше шанованих і популярних постатей Львова.
25 вересня 1921 року у Львові син Федака — ад'ютант Симона Петлюри, вчинив замах на маршала Юзефа Пілсудського — перший атентат УВО. Батька також заарештовано, гучний судовий процес «федаківців» став протестом проти окупації.
На з'їзді УНДО 1928 року Федака обрано членом партійного суду, 1929 року — призначено його головою, 1931 року увійшов до «Ради Старих» (або «Ради Сеньйорів» — найавторитетніших діячів Галичини), що закликала до створення міжпартійного органу всіх напрямів українського громадсько-політичного життя.
Ліквідацію поточних справ його канцелярії доручили субститутові докторові Костеві Паньківському.
Помер 6 січня 1937 року, на похорон вийшло близько 5000 людей. Похований на полі № 49 Личаківського цвинтаря.

## Вшанування
У 2010 році розпорядженням міського голови Львова А. Садового надано дозвіл Організації українських націоналістів встановити меморіальну таблицю на фасаді будинку, що на вулиці Дорошенка, 48 у Львові, де у 1901—1937 роках мешкав Степан Федак. За результатами конкурсу до розробки проєкту та виконання меморіальної таблиці запрошено авторський колектив у складі скульптора Василя Гоголя та архітектора Юрія Диби. Наприкінці грудня 2017 року на фасаді будинку встановлено інформаційну таблицю, відкриття якої відбулося в січні 2018 року. У січні 2021 року, напередодні 160-ліття від дня народження Степана Федака, яке припадає на 9 січня, вандали знищили інформаційну таблицю.

### Рекомендована література
- Олександра Стасюк (25 червня 2015). «Пам'ятайте, що Ви є Українці…». Степан Федак і національна справа. istpravda.com.ua. Історична правда. Архів оригіналу за 7 листопада 2021. Процитовано 5 листопада 2021.
- Богдан Савчук Громадська діяльність Степана Федака (1861—1937 рр.): дисертація // ДВНЗ «Прикарпатський національний університет імені Василя Стефаника». — Івано-Франківськ, 2019.